# Days like This (Linda Valori)
Days like this è il terzo album di Linda Valori.
Tra i musicisti presenti nell'album vi sono Keith Henderson (chitarra), Tim Gant (tastiere), Bill Dickens (basso) e Khari Parker (batteria).
Il mixaggio, la registrazione e la masterizzazione sono opera di Blaise Barton - vincitore nel 2010 di un Grammy Award nella sezione Engineers/mixers - categoria Best traditional blues album.
In Days like this oltre ad altri brani, sono contenute cover di Janis Joplin (Move over), Van Morrison (Days like this) e Ike Turner (The way you love me).
La sezione fiati è composta da Marqueal Jordan (sax tenore), Doug Corcoran (sax baritono, tromba) e dall'armonica di Vincent Bucher. La chitarra è affidata a Mike Wheeler in I idolize you e I Smell trouble.

## Tracce
1. Days like this
2. Pain
3. I Idolize you
4. So doggone good
5. My turn my time
6. The way you love me
7. Dont' get me wrong
8. Jealous kind
9. After laughter
10. Move over
11. I smell trouble
12. If I can't have you